# The Suitcase Brothers
The Suitcase Brothers (pronunciat 'sutqueis broders') són un duet de country-blues fundat el 1999 pels germans Puertas, amb Santos a la guitarra i veu i Víctor a l'harmònica i veu. Algunes de les seves majors influències són el duets llegendaris com Sonny Terry & Brownie McGhee, Paul Rishell & Annie Raines i John Cephas & Phil Wiggins.
L'any següent de l'inici del duo, l'any 2000, amb el compositor Eduardo Arbide, componen i graven part de la banda sonora de la música de la pel·lícula 'El Bola', del director Achero Mañas, guardonada amb 4 Goyas. 'Hermanos Puertas' és el nom d'una de les cançons.
Havien gravat 3 discos i fet molts concerts, quan el 2011 van ser elegits per participar al primer European Blues Challenge, realitzat a Berlín. El 2013 van viatjar a Memphis, TN (EUA) i van ser els guanyadors del segon premi al millor duo internacional de blues a l'IBC (International Blues Challenge), el concurs de blues en què participen més de 100 bandes de tot el món a la categoria de sol/duo. El 2014 van volar a Greensboro, Carolina del Nord (EUA) per participar en el concurs organitzat per la PBPS (Piedmont Blues Preservation Society) i després de guanyar el primer premi, van poder representar Carolina del Nord a l'IBC aquell mateix any.
El seu quart àlbum 'A Long Way From Home' va ser el millor àlbum de blues acústic de l'any 2014 segons la prestigiosa revista musical Wasser-Prawda i va ser nominat a millor àlbum de blues independent de l'any 2015 a Memphis, TN. Dues llegendes del blues de Chicago apareixen a l'enregistrament: Jerry Portnoy (Muddy Waters i Eric Capton) i Paul Oscher (Muddy Waters).
Reconeguts internacionalment, els germans Puertas s'han consolidat com a un dels millors duos de blues de l'escena. The Suitcase Brothers s'han guanyat el respecte i l'admiració dels que estimen aquest estil de música i captiven qualsevol que els escolti per primer cop. Santos i Victor Puertas perpetuen a través de la seva música l'origen del blues i ens fan enamorar profundament aquest gènere.
Actualment, estan promocionant el seu cinquè disc 'Love, Truth and Confidence', un tribut al duet de Piedmont Blues Sonny Terry i Brownie McGhee.